# Janakpur
Janakpur (népalais : जनकपुर) est une ville du Népal située dans le district de Dhanusha, au sud du Teraï.

## Présentation
Janakpur se trouve 200 km au sud-est de Katmandou, et à 22 km de la frontière entre l'Inde et le Népal. Au recensement de 2011, la ville comptait 97 776 habitants.
La ville est connue comme étant le centre de l'ancienne culture Maïthili, qui a sa propre langue et sa propre écriture. Janakpur est le lieu de naissance de Sita Devi, aussi appelée Janaki, qui est l'héroïne de Rāmāyaṇa.
Janakpur est un important lieu de pèlerinage hindou.
Le centre de la ville est dominé par l'impressionnant Janaki Mandir, qui est un temple bâti en 1911.
La langue Maïthili est toujours parlée dans la ville et aux alentours, ainsi que dans l'État indien du Bihar.

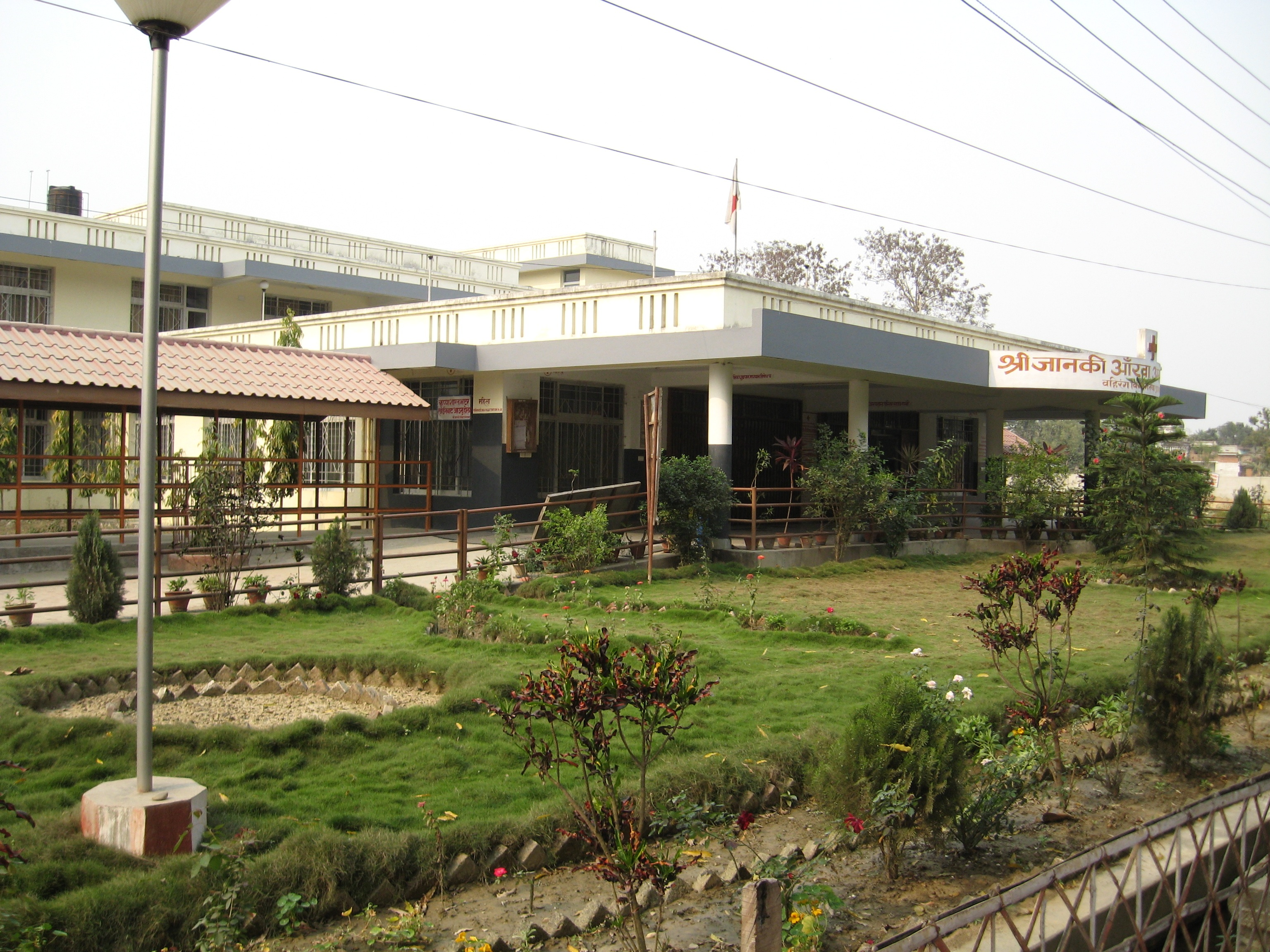
Hôpital

## Transport

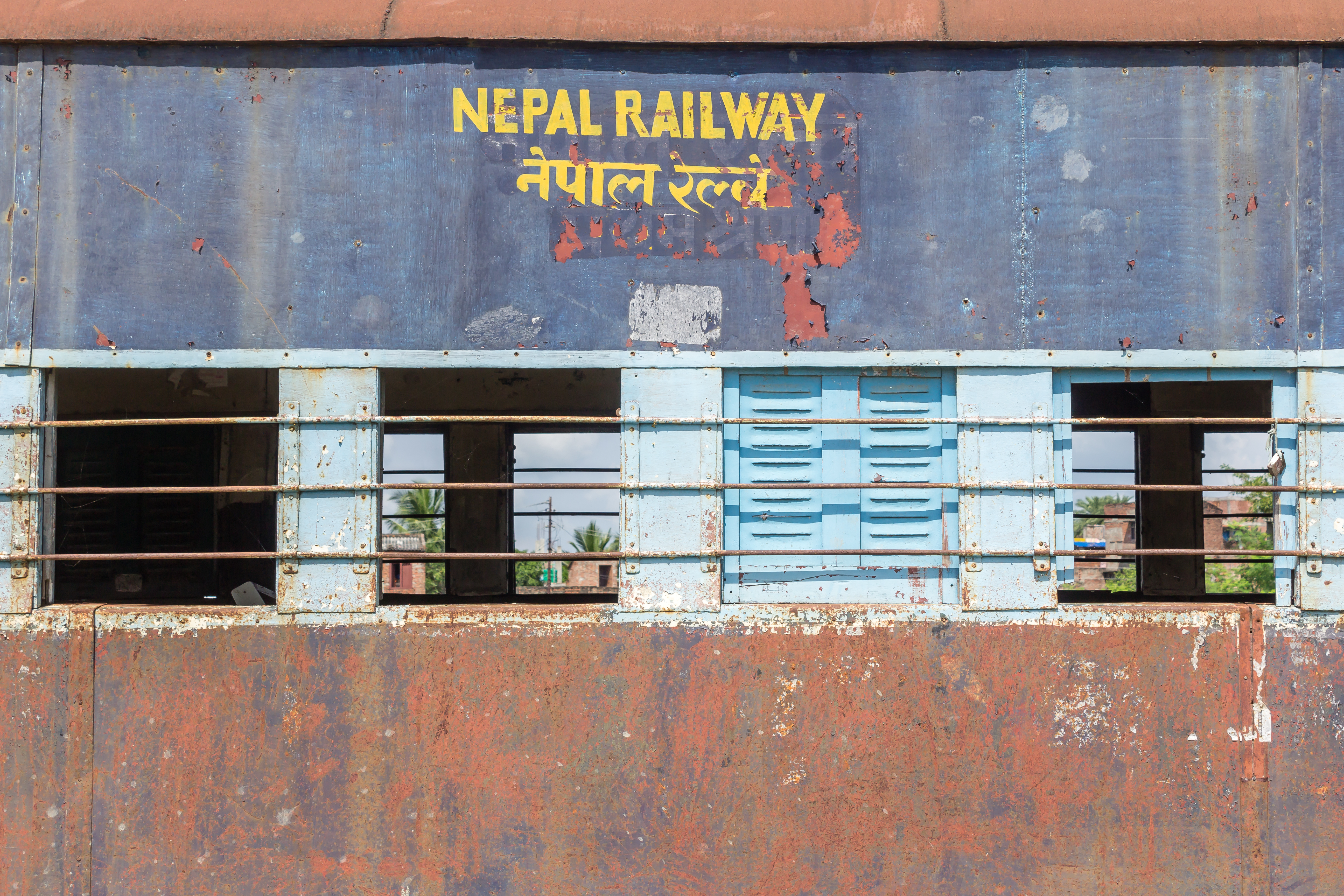
Train abandonné dans la gare.

L'aéroport de Janakpur est un aéroport doméstique régional (IATA: JKR, l'OACI: VNJP). La plupart des vols font la navette jusqu'à Katmandou. Le chemin de fer à voie étroite de Janakpur est le seul chemin de fer opérationnel au Népal. Cette voie transfrontalière permet d'aller de Janakpur au Népal jusqu'à la ville de Jaynagar en Inde, en quelques heures. Le vélo et la motocyclette sont les modes de transport commun. Un service de bus réguliers fonctionne entre Janakpur et d'autres villes du Népal.